# همه‌گیری خنده تانگانیکا

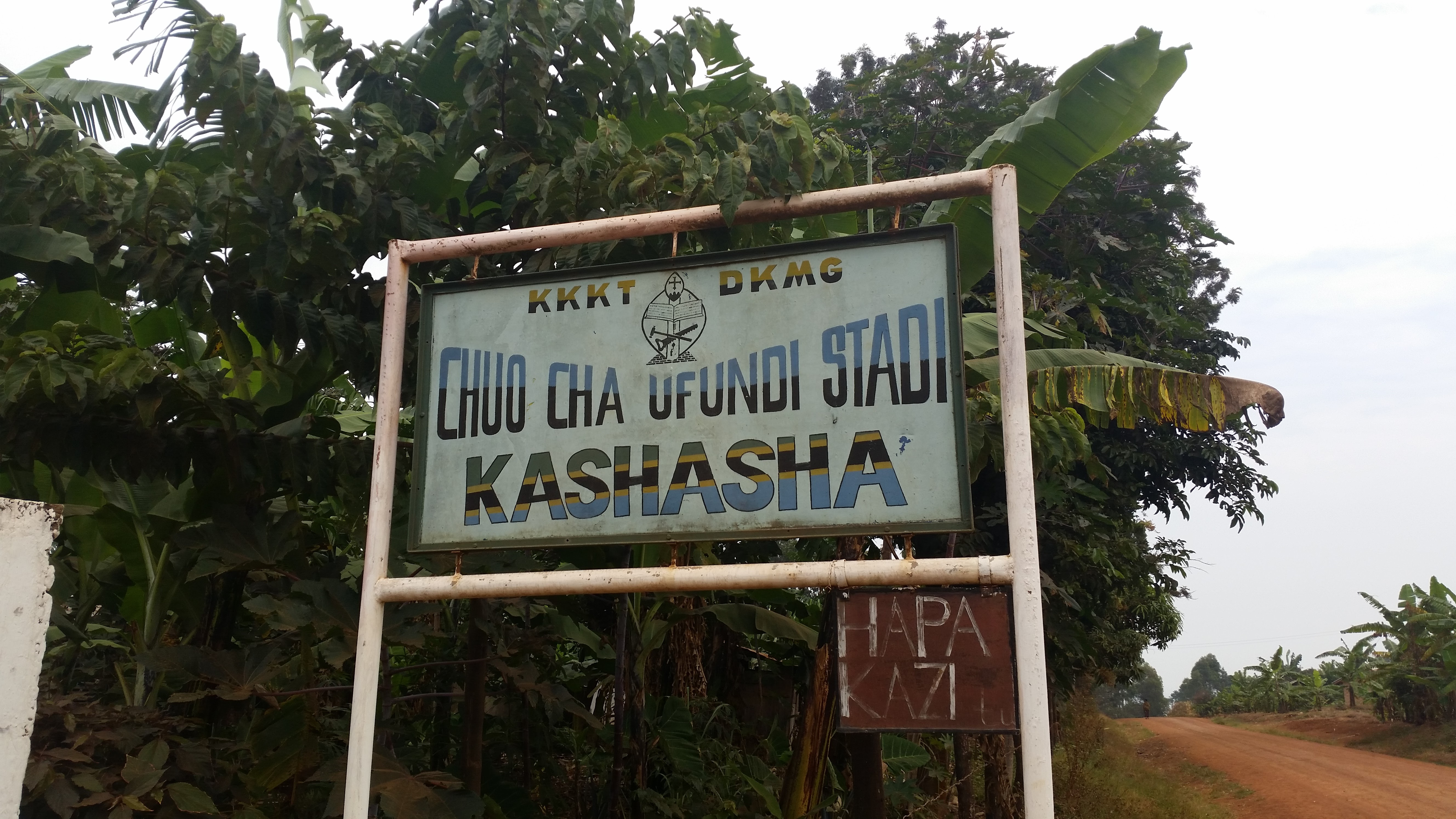
مدرسه محل رویداد در کاشاشا

همه‌گیری خنده تانگانیکا (انگلیسی: Tanganyika laughter epidemic) در سال ۱۹۶۲ یک رویداد عجیب بود که در آن بسیاری از مردم به‌طور غیرقابل کنترل شروع به خندیدن کردند. این اتفاق در روستایی به نام کاشاشا، نزدیک دریاچه ویکتوریا (تانزانیا امروزی) نامیده می‌شود، رخ داد. خنده از تاریخ ۳۰ ژانویه ۱۹۶۲ در یک مدرسه شبانه‌روزی دخترانه آغاز شد. این خنده با سه دختر شروع شد و به سرعت به ۹۵ نفر از ۱۵۹ دانش‌آموز که بین ۱۲ تا ۱۸ سال سن داشتند، گسترش یافت. خنده‌ها از چند ساعت تا حدود ۱۶ روز ادامه داشت و میانگین آن حدود ۷ روز بود. معلمان تحت تأثیر قرار نگرفتند، اما دانش‌آموزان نتوانستند بر درس‌های خود تمرکز کنند. مدرسه در تاریخ ۱۸ مارس ۱۹۶۲ به دلیل این اپیدمی مجبور به تعطیلی شد. وقتی که دوباره در ۲۱ مه باز شد، ۵۷ دختر دیگر تحت تأثیر قرار گرفتند و مدرسه دوباره در پایان ژوئن تعطیل شد.
این خنده به روستای نزدیک‌تری به نام نشامبا گسترش یافت، جایی که بسیاری از دختران زندگی می‌کردند. در ماه‌های آوریل و مه، ۲۱۷ نفر از اهالی جوان این روستا در طول ۳۴ روز دچار حملات خنده شدند. حتی از مدرسه به خاطر اجازه دادن به گسترش خنده به جامعه شکایت شد. در ژوئن، خنده به یک مدرسه دخترانه دیگر نیز سرایت کرد و ۴۸ دختر را تحت تأثیر قرار داد. در مجموع، ۱۴ مدرسه تعطیل شد و حدود ۱۰۰۰ نفر تحت تأثیر قرار گرفتند.
علائم شامل خنده، گریه، بی‌قراری، درد، غش، مشکلات تنفسی و جوش بود. بسیاری از این علائم ناشی از استرس ناشی از فشارهای مختلف بیرونی بود. به نظر می‌رسد که این اپیدمی خنده به دلیل این که جوانان در کنار آمدن با تغییرات زندگی خود پس از استقلال تانگانیکا مشکل داشتند، رخ داده است. آن‌ها به دلیل انتظارات بالاتر از سوی معلمان و والدین احساس فشار روانی می‌کردند.
کارشناسان معتقدند که این نوع هیستری جمعی اغلب برای افرادی که احساس ناتوانی می‌کنند، اتفاق می‌افتد. این می‌تواند راهی برای نشان دادن این باشد که چیزی اشتباه است. برخی از محققان فکر می‌کنند که این خنده واکنشی به تضاد بین باورهای سنتی در خانه و ایده‌های جدید در مدرسه بوده است. این رویداد بخشی از یک سری اپیدمی‌های مشابه در این منطقه بود که نشان می‌دهد چگونه تغییرات فرهنگی می‌تواند منجر به واکنش‌های عاطفی شود.